# Protexarnis nyctina
Protexarnis nyctina är en fjärilsart som beskrevs av George Francis Hampson 1903. Protexarnis nyctina ingår i släktet Protexarnis och familjen nattflyn. Inga underarter finns listade i Catalogue of Life.